# Opus Pistorum
Opus Pistorum ist ein pornografisches Buch, das dem amerikanischen Schriftsteller Henry Miller (1891–1980) zugeschrieben wird. Der lateinische Titel bedeutet wörtlich übersetzt „Werk der Müller“ (Miller ist englisch für Müller).

## Inhalt
Es erzählt vom Leben im Paris der 1920er Jahre und enthält dabei fast ausschließlich Erotisch-Pornografisches. Die Lust an der Erniedrigung, ausschweifender, hemmungsloser Sexualität ist dabei entscheidend. Der Protagonist genießt es ebenso, die Begierde reifer Frauen zu befriedigen, wie die Fantasien junger Mädchen real werden zu lassen. Dabei steht er stets im Zentrum ihrer Lust, während er sich ihrer bedient. Er beobachtet Sex mit kindlichen Mädchen und wie ein Schäferhund eine kleinwüchsige Frau vergewaltigt, die sich zwar zunächst wehrt, es jedoch später genießt. Er vergewaltigt mit seinen Kumpanen gemeinsam eine widerspenstige Nachbarin, genießt aber mindestens ebenso die willige „Verdorbenheit“ seiner übrigen Partnerinnen. Kritiker bemängeln die deutliche und vulgäre Sprache sowie die fehlende Handlung, andere schätzen den „direkten“ Stil und werten das Buch als eines der besten Werke Millers.

## Geschichte
„Opus Pistorum“ wurde erst 1983 und damit nach Millers Tod von dem Buchhändler Milton Luboviski aus Hollywood veröffentlicht. Er bezeichnete das Buch als Auftragsarbeit aus Millers Feder und fügte der ersten Auflage die folgende eidesstattliche Erklärung bei:

„Henry, der Geld brauchte, schlug mir vor, er werde für mich verkäufliche Texte schreiben. Ich bot ihm ein Honorar von einem Dollar pro Seite, dafür erhielt ich alle Rechte … Ich bezahlte immer bar, wie ausgemacht. Nach wenigen Monaten ergaben die angesammelten Seiten ein komplettes Buch, dem er den Titel OPUS PISTORUM gab.“

Henry Miller selber sagt an einer Stelle, dass er diese Geschichten nicht schreiben wollte, aber das Geld zu jener Zeit dringend brauchte. Deshalb ließ er einen Bekannten die Geschichten verfassen, gab sie unter seinem Namen an M.Luboviski weiter, und beteiligte den Autor am Honorar.
Seit einigen Jahren wird das Werk auch unter dem Titel Under the Roofs of Paris neu verlegt.

## Rezeption
Das Buch wurde in Deutschland 1988 durch die Bundesprüfstelle für jugendgefährdende Schriften aufgrund der expliziten sexuellen Darstellungen indiziert, 1993 aber wieder aus der Liste der jugendgefährdenden Schriften gestrichen. Auch der Bundesgerichtshof hat sich 1990 mit dem Werk befasst und in seinem Urteil festgestellt, dass pornografische Darstellungen nicht ausschließen, dass es sich um Kunst im Sinne des Grundgesetzes handelt.
Der Rapper King Orgasmus One nimmt in seinem Titel Elfenklänge, erschienen auf seinem Album La Petite Mort, Bezug auf das Werk und auf den Autor („Ich bin wie Henry Miller unterwegs …“, „Nicht Reden ist Entspannung für mich, ich lese Opus Pistorum und denke an dich“).

## Ausgaben
- Henry Miller: Opus Pistorum. Rowohlt, Reinbek bei Hamburg 2004, ISBN 3-499-26476-5 (= Wunderlich Taschenbuch, Band 26476).